# Alfred Charles Briggs
Alfred Charles Briggs (* 3. August 1905 in Plympton, Devon; † 11. März 1988 in Plymouth, Devon) war ein britischer  Seemann und Forschungsreisender. Er war zwischen 1925 und 1939 mehrfach an den Discovery Investigations beteiligt.

## Leben
Briggs war vom Oktober 1925 bis September 1927 zunächst als einfacher Matrose, später dann als Able Seaman an Bord der Discovery tätig. Bei einer Fahrt nach Südgeorgien zwischen Oktober 1928 und Februar 1930 nahm er an den ersten hydrographischen Vermessungen der Küstenlinie der Insel teil. Im Oktober 1931 fuhr er als Besatzungsmitglied der Discovery II auf eine ereignisreiche Forschungsreise in das Weddell-Meer und in die Bellingshausen-See. 1935 stieg er in den Rang des Zweiten Schiffsingenieurs auf und diente in dieser Funktion bis 1939. Für seine Verdienste um die Discovery Investigations wurde er mit der Polar Medal ausgezeichnet. Danach war er bis 1965 für die Marine Biological Association of the United Kingdom in Plymouth tätig. Dort starb er 1988 im Alter von 82 Jahren. Briggs ist Namensgeber für den Briggs Point und den Briggs-Gletscher auf Südgeorgien sowie für die Briggs-Halbinsel auf der antarktischen Anvers-Insel.